# Zincgartrellite
La zincgartrellite è un minerale appartenente al gruppo della tsumcorite.

## Etimologia
Il nome deriva dalla composizione chimica: è una gartrellite ricca di zinco.